# The Last Traction Hero
The Last Traction Hero, llamado El último héroe en tracción en Hispanoamérica y El último gran antihéroe en España, es un episodio perteneciente a la vigesimoctava temporada de la serie animada Los Simpson, emitido originalmente el 4 de diciembre de 2016 en EE.UU. El episodio fue dirigido por Bob Anderson y escrito por Bill Odenkirk.

## Sinopsis
Un accidente en el lugar de trabajo deja a Homero en una posición para demandar al Sr. Burns. Esto deja a Marge insatisfecha, por lo que se convierte en una fuente inesperada para el romance. Mientras tanto, Lisa se hace "Monitor de bus" y trata de mantener la paz.